# Ada (Šodolovci)
Ada (srp. ćir. Ада), je naselje koje se nalazi u sastavu Općine Šodolovci, Osječko-baranjska županija.

## Stanovništvo
Prema popisu stanovništva iz 2001. godine, naselje je imalo 239 stanovnika. Prema popisu stanovništva 2011. godine naselje je imalo 200 stanovnika.
| broj stanovnika | 19    | 63    | 54    | 83    | 29    | 103   | 82    | 392   | 508   | 512   | 475   | 418   | 353   | 319   | 239   | 200   | 142   |
|                 | 1857. | 1869. | 1880. | 1890. | 1900. | 1910. | 1921. | 1931. | 1948. | 1953. | 1961. | 1971. | 1981. | 1991. | 2001. | 2011. | 2021. |

## Šport
U naselju je od 1932. do 1990-ih godina postojao nogometni klub Mladost.

## Poznate osobe
- Radojica Nenezić, narodni heroj[6]